# Шалфей дубравный
Шалфе́й дубра́вный (лат. Salvia nemorosa) — многолетнее растение, вид рода Шалфей (Salvia) семейства Яснотковые (Lamiaceae). Медонос. Декоративное садовое растение.
Другие обиходные названия: шалфей молдавский, шалфей яйлинский, сальвия дубравная.

## Ботаническое описание

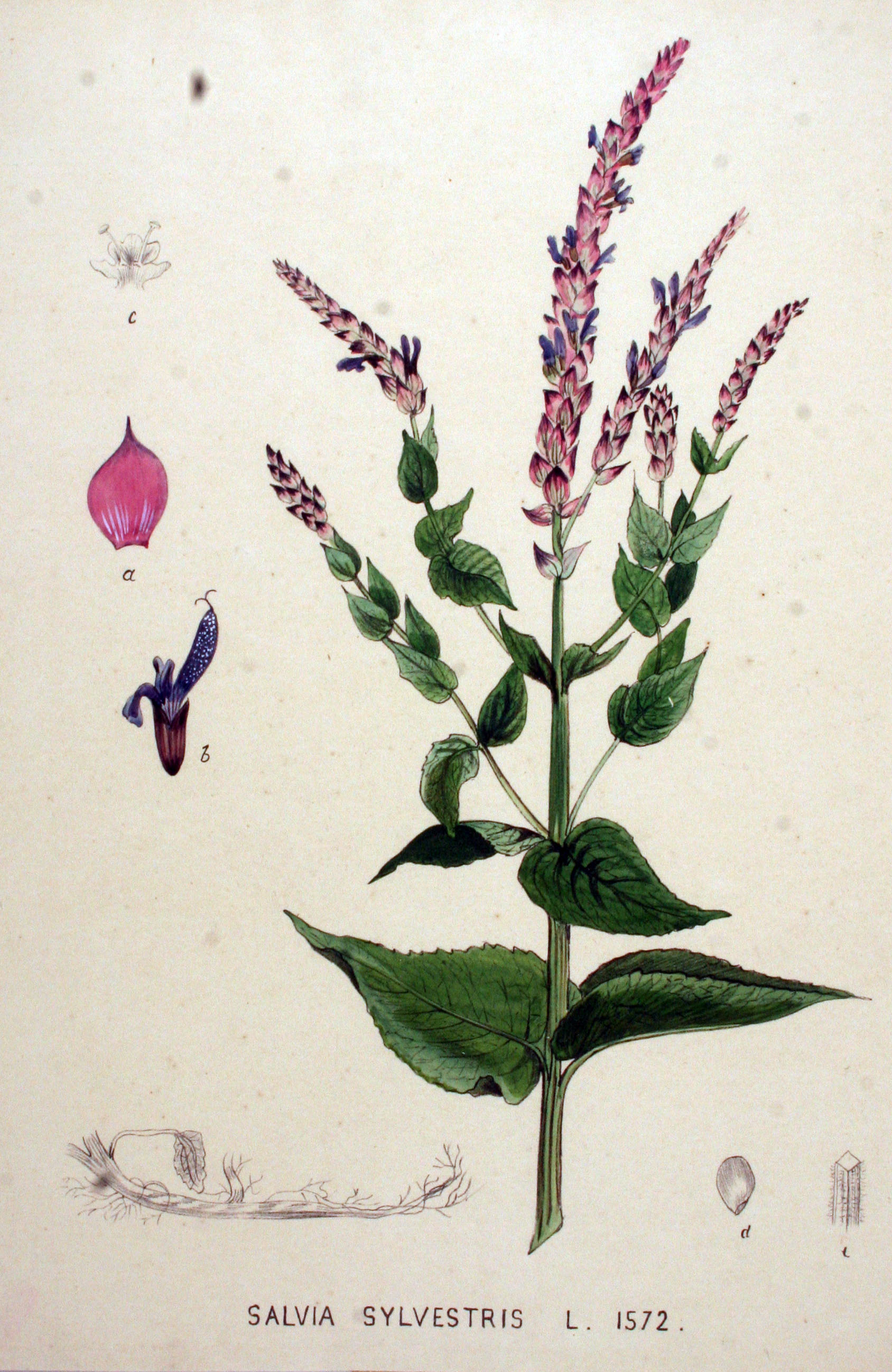

Многолетнее травянистое растение 35—90 см высотой. Гемикриптофит. Корневая система стержневая. Стеблей несколько, реже один, длиннее соцветия, в верхней части разветвлённые, густо облиственные. Стебли сверху опушённые, без желёзок, но есть сидячие железки.
Листья у шалфея различаются от места расположения — гетерофиллия. Нижние стеблевые листья продолговатые или слабо яйцевидные, 3,5—10 см длинной, 1,5—3 см шириной. Они образуют полурозетку или розетка вообще не формируется. Прикорневые листья ко времени цветения засыхают. Прицветные листья крупные, длиннее чашечки или равны ей, при бутонах черепитчато налегающие друг на друга, ко времени плодоношения книзу отогнутые, фиолетовые, почти округлые, коротко заострённые.
Соцветия простые, с 1—2, реже 3 парами боковых ветвей, превышающих ось соцветия; реже соцветие одиночное. Соцветие состоит из 12–24 мутовок, плотно расположенных одна над друой. Ложные мутовки имеют от 2 до 12 цветков.
Цветки на коротких бело-опушенных цветоножках с двумя линейными опушенными прицветниками, собраны в 4—6-цветковые ложные мутовки, которые в количестве 20—25 расставлены по стеблю на расстоянии 1,5 см. Чашечка 7—8 мм длиной, по жилкам опушённая, на 1/3 надрезанная на губы; верхняя губа округлая, с короткими, сближенными на верхушке зубчиками, нижняя — с двумя более глубоко надрезанными, яйцевидными, на верхушке заостренными долями. Венчик тёмно-фиолетовый, 10—16 мм длиной, снаружи коротко опушённый. Верхняя губа прямая или несильно согнутая, нижняя - трёхлопастная с округлой или широкообратнояйцевидной средней лопастью и двумя боковыми продолговатыми лопастями.
Плод — тёмно-бурые, трёхгранно-шаровидные орешки.
Цветёт в июне—августе; плодоносит в августе—сентябре.

## Распространение и экология

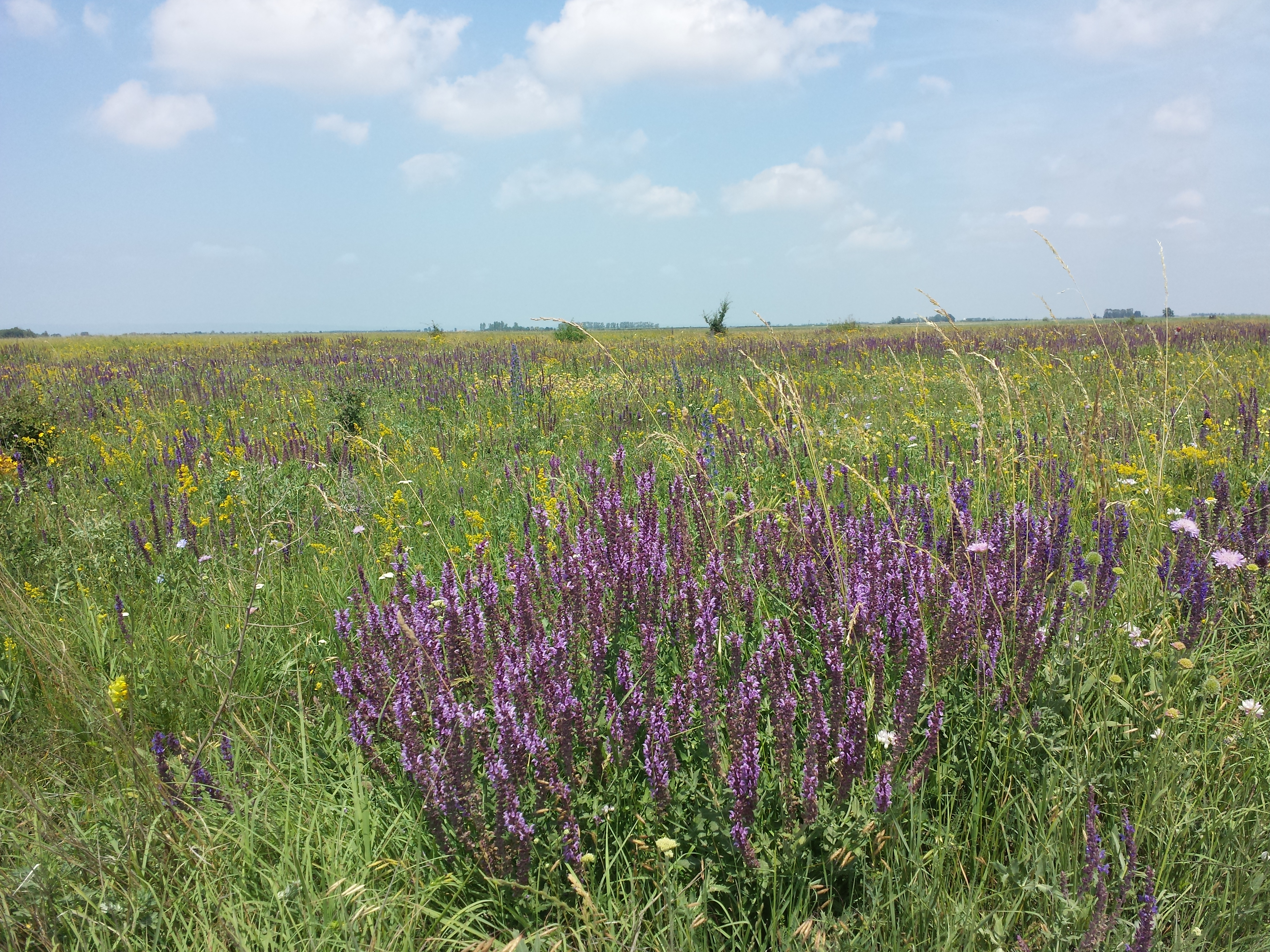
Аспект цветущего растения недалеко от озера Ланге (озеро Винкель), район Нойзидль-ам-Лейк, Бургенланд, Австрия, ок. 120 м над уровнем моря

Данные о распространении и экологии противоречивы. Распространён в Средней Европе, на западе Европейской части Российской Федерации и в предгорьях Крыма. Произрастает по степям, степным склонам, на суходольных лугах, по опушкам. В условиях Калужской области регистрируется по железнодорожным насыпям.
В Центральной Европе это происходит прежде всего в обществах ассоциации Onopordion acanthii (ксеро-мезофитная рудеральная растительность с преобладанием чертополоха в субконтинентальной Центральной Европе и на Северных Балканах), но также и в обществах классов Sedo-Scleranthetea (пионерная растительность на неглубоких почвах на скалистых кремнистых выходах на кремнистых породах умеренной и бореальной Европы) или Festuco-Brometea (сухая травянистая и степная растительность преимущественно на почвах, богатых основаниями и коллоидами, в субсредиземноморской, неморальной и гемибореальной зонах Европы).

## Химический состав
Слово «salvia» происходит от латинского слова «salvare», которое переводится как «здоровье», и как и весь род, шалфей дубравный считался лекарственным растением. В России обычно использовался для лечения диареи, а также кровотечений. Листья Salvia nemorosa использовались в турецкой медицине для остановки кровотечения путем наружного применения.
Из надземных частей S. nemorosa были выделены дитерпены и тритерпены: неморон, неморозин, горминон, 7-ацетилгорминон, сальвинеморол, гликозиды мегастигмана (сальвионозиды A, B и C), пахистазон, сальвиписон, α-амирин, урсоловая и олеаноловая кислоты, стигмаст-7-ен-3-он, 24-метиленциклоартанол, стигмаст-4-ен-3-он, β-ситостерин, стигмаст-7-енол , а также флавоноиды: сальвигенин, эупатилин, апигенин и лютеолин.

## Хозяйственное значение и применение
Ценный летний медонос. Даёт пчёлам обильный взяток прозрачного и бесцветного нектара. На Северном Кавказе при благоприятных условиях среднее нектаровыделение каждого цветка составляет 0,2—1,0 мг. В засушливое время оно значительно сокращается. Медопродуктивность достигает 300 кг с гектара посевов.
По наблюдениям в Кабардино-Балкарии поедается западнокавказским туром (Capra caucasica).
Используется как декоративное растение в посадках.

## В  культуре
Зимует в условиях средней полосы России, но при позднем установлении снежного покрова и раннем его таянии весной может сильно повреждаться морозами.

Рекомендуется посадка в полутени, на рыхлых, плодородных почвах.

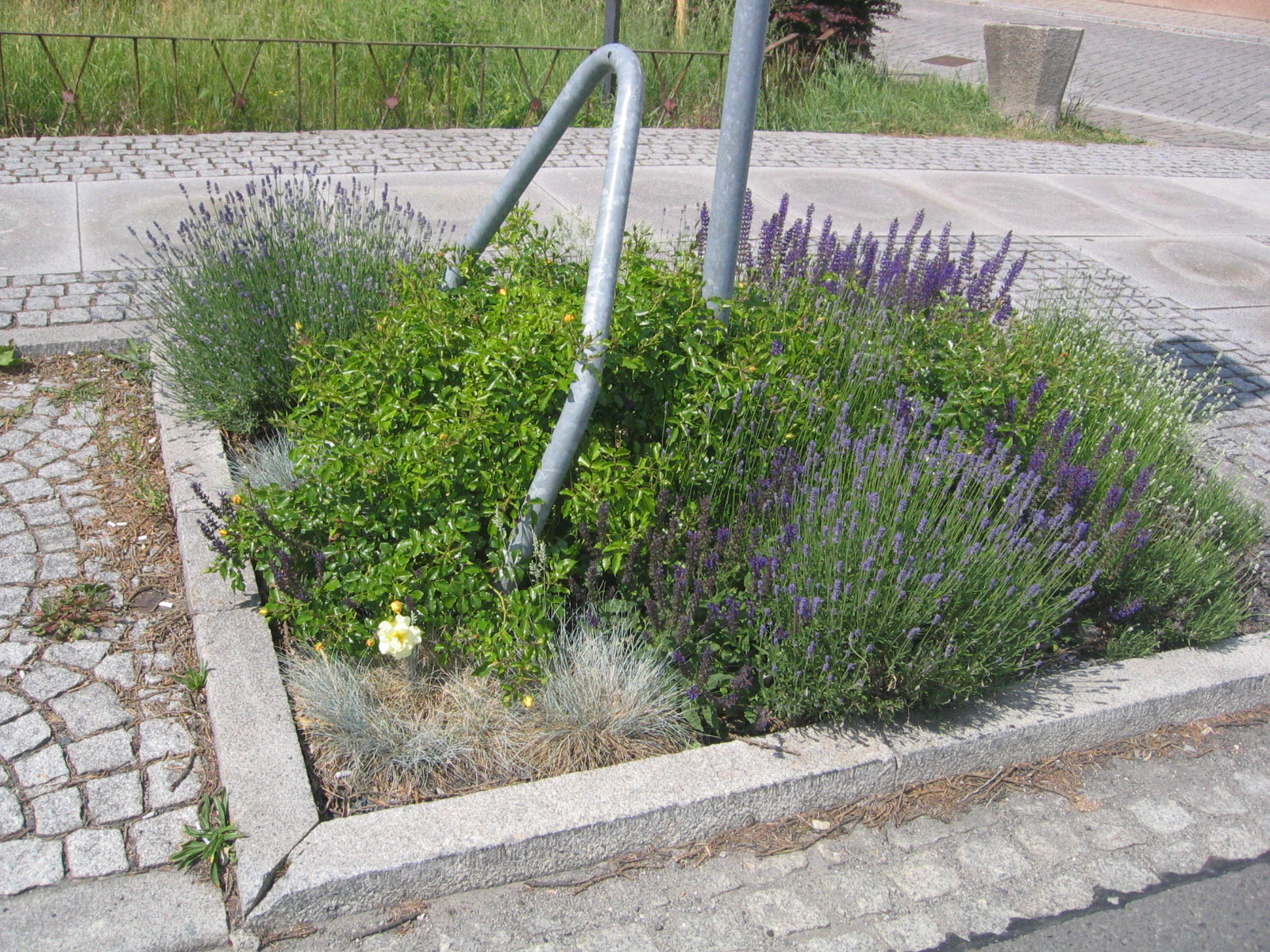
Шалфей в городском озеленении
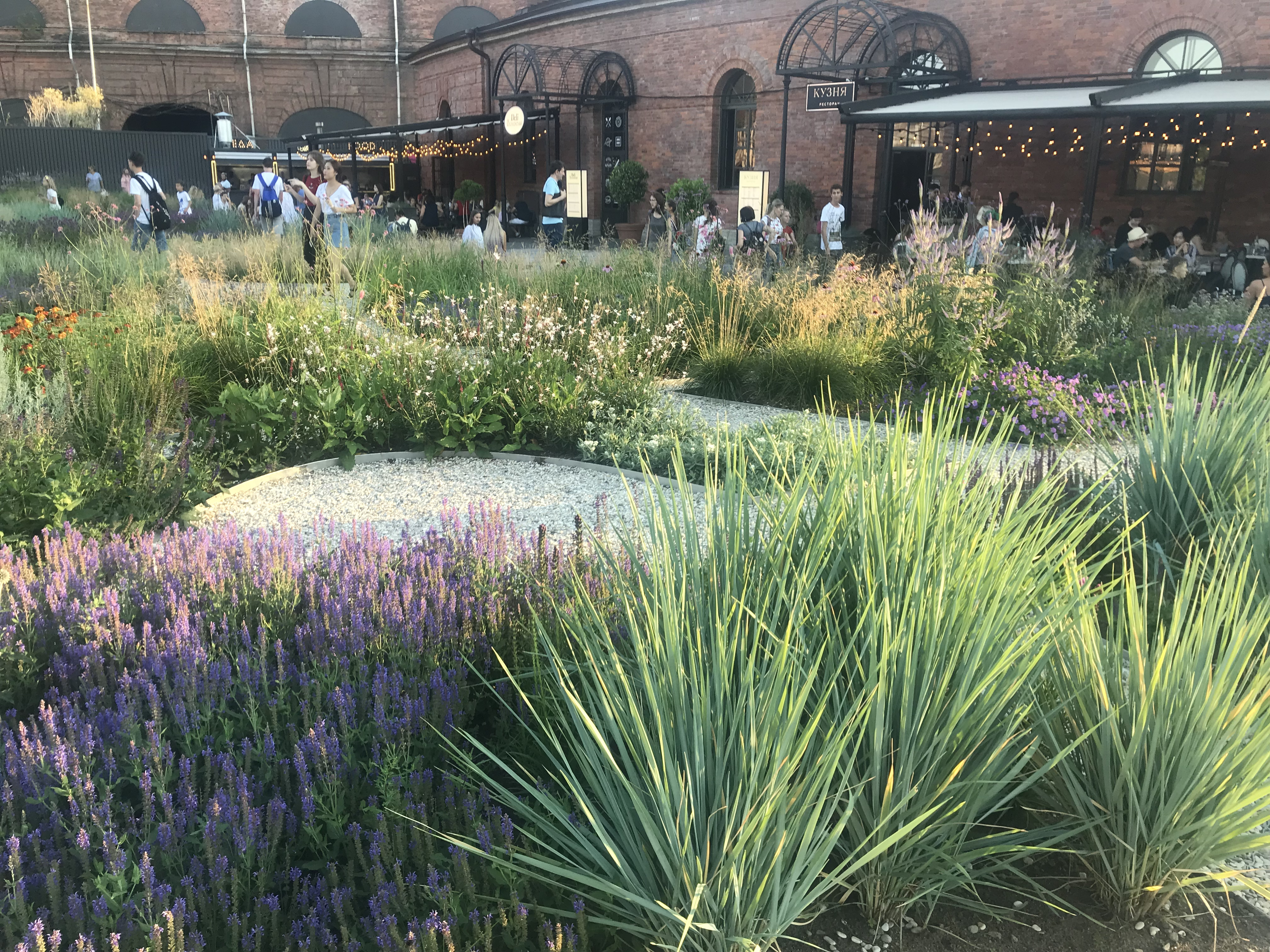
Сад трав в «Новой Голландии». На переднем плане колосняк песчаный и шалфей дубравный
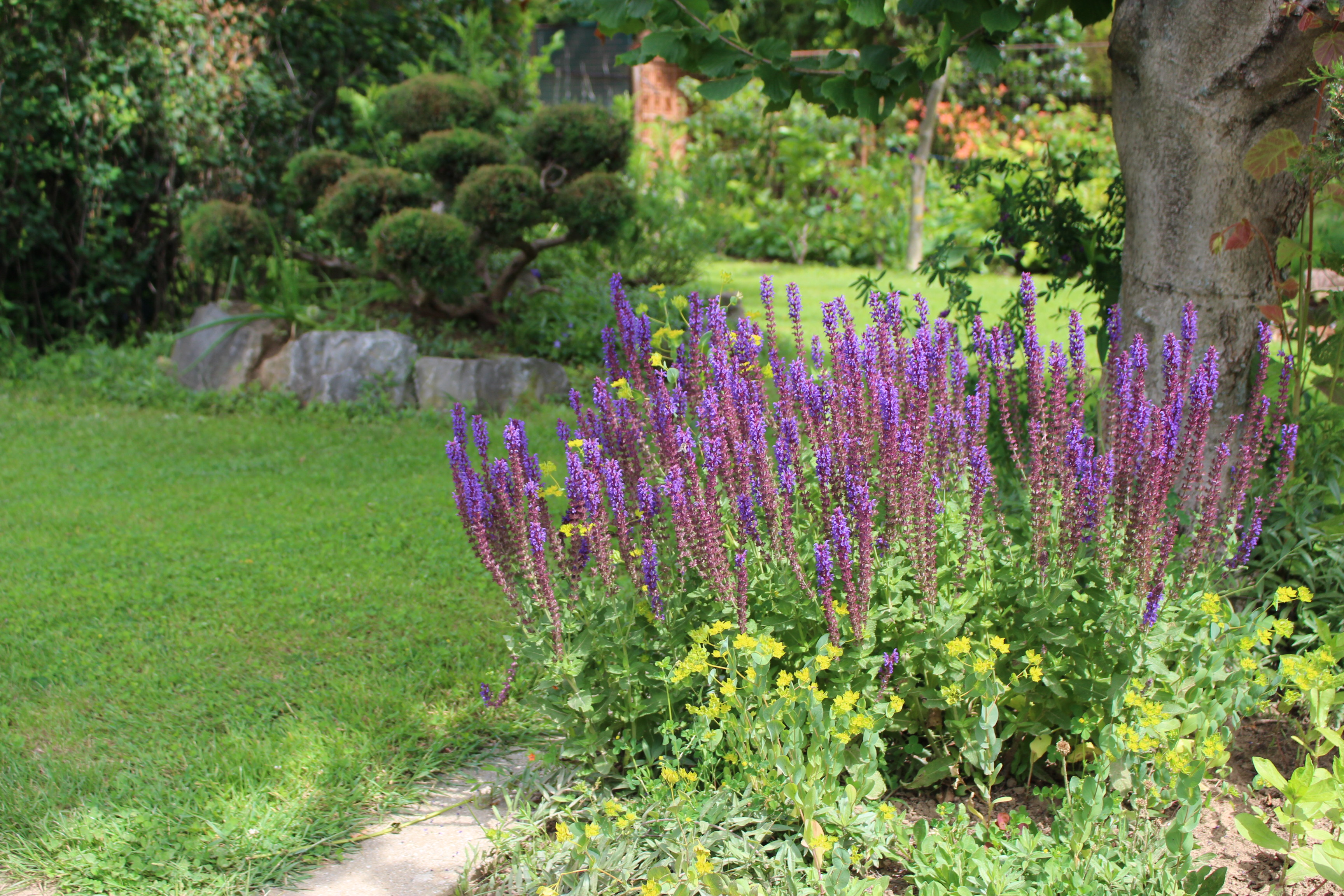
Шалфей дубравный в частном саду

## Сорта

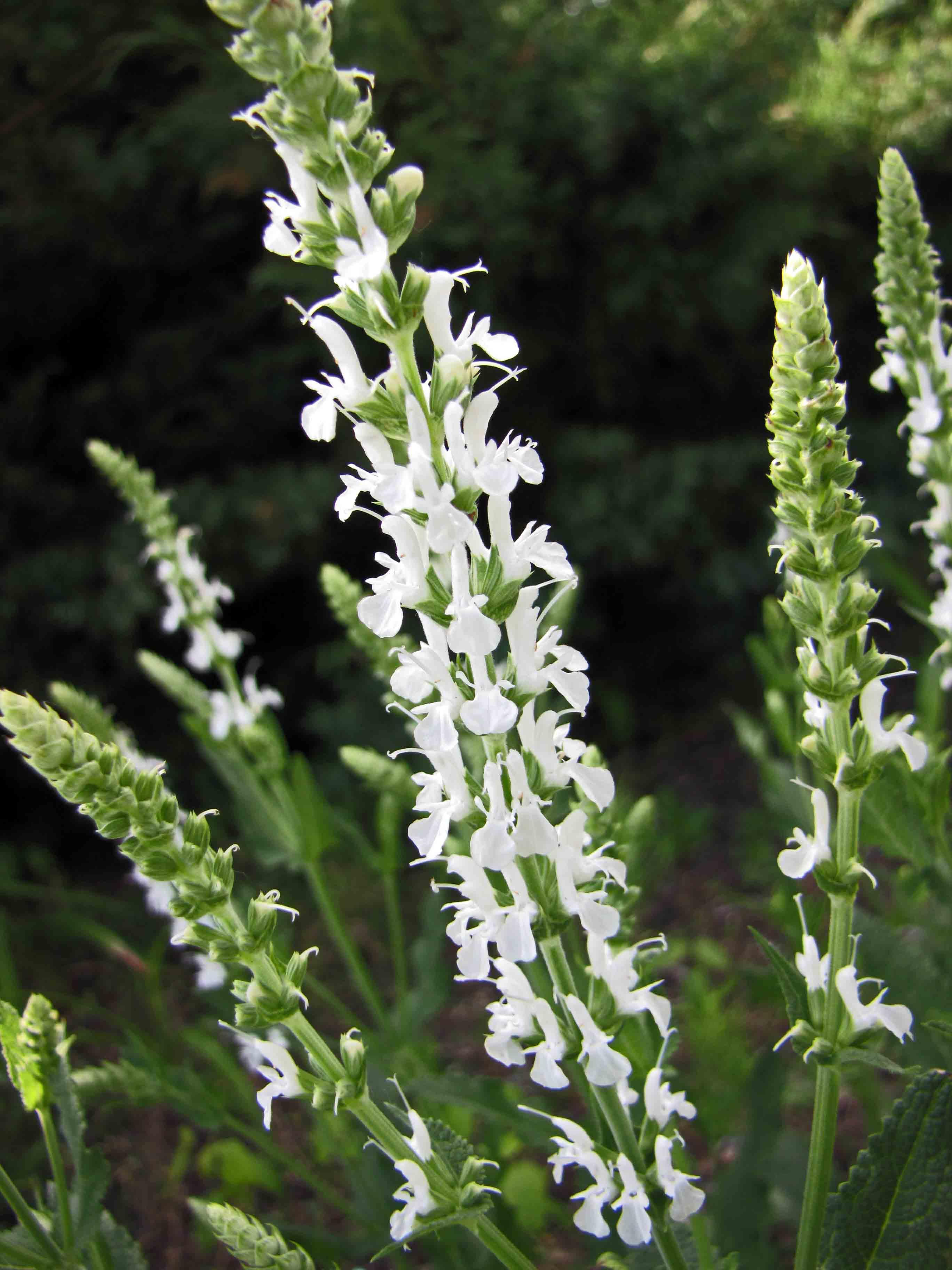
Adrian
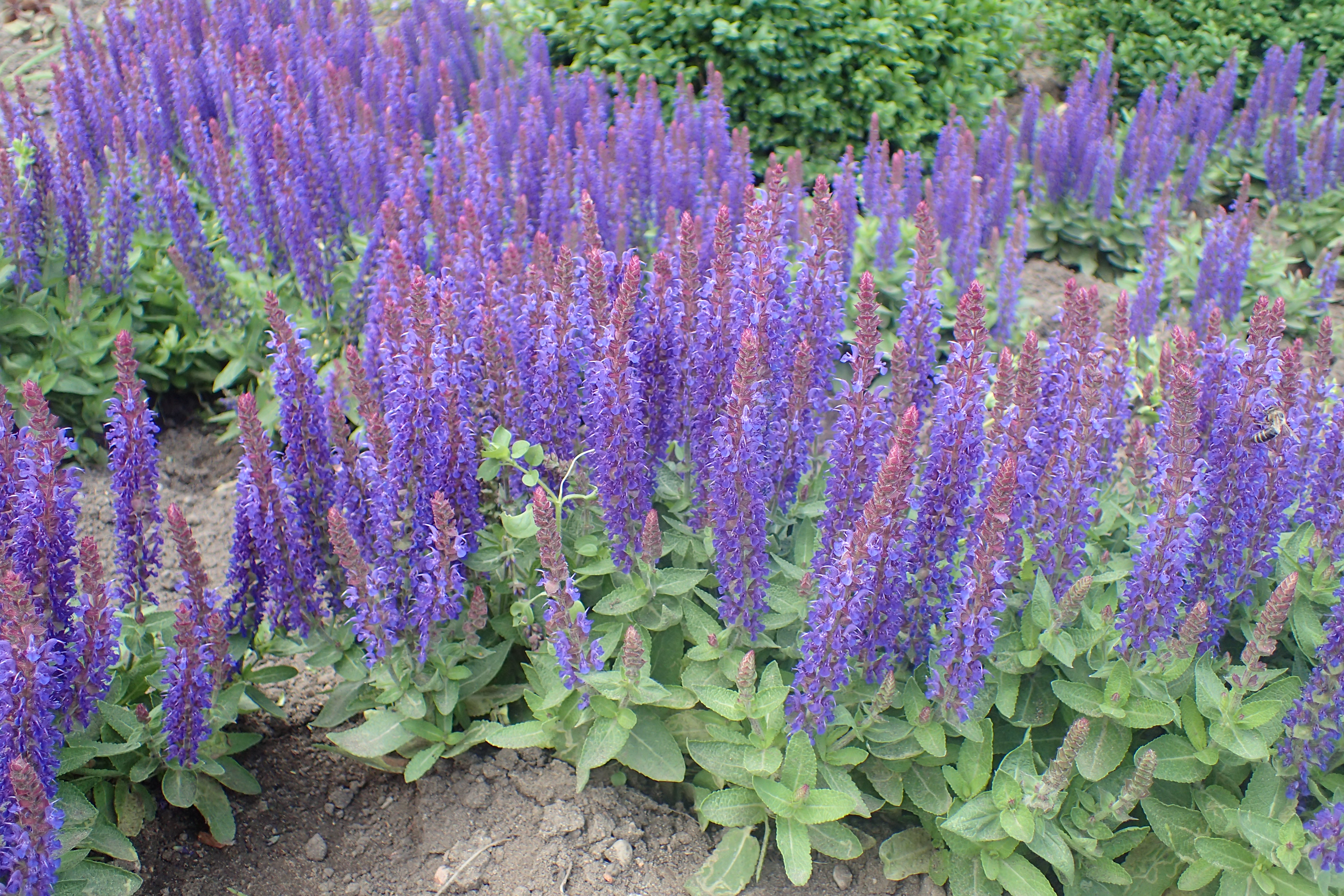
Blue Hill
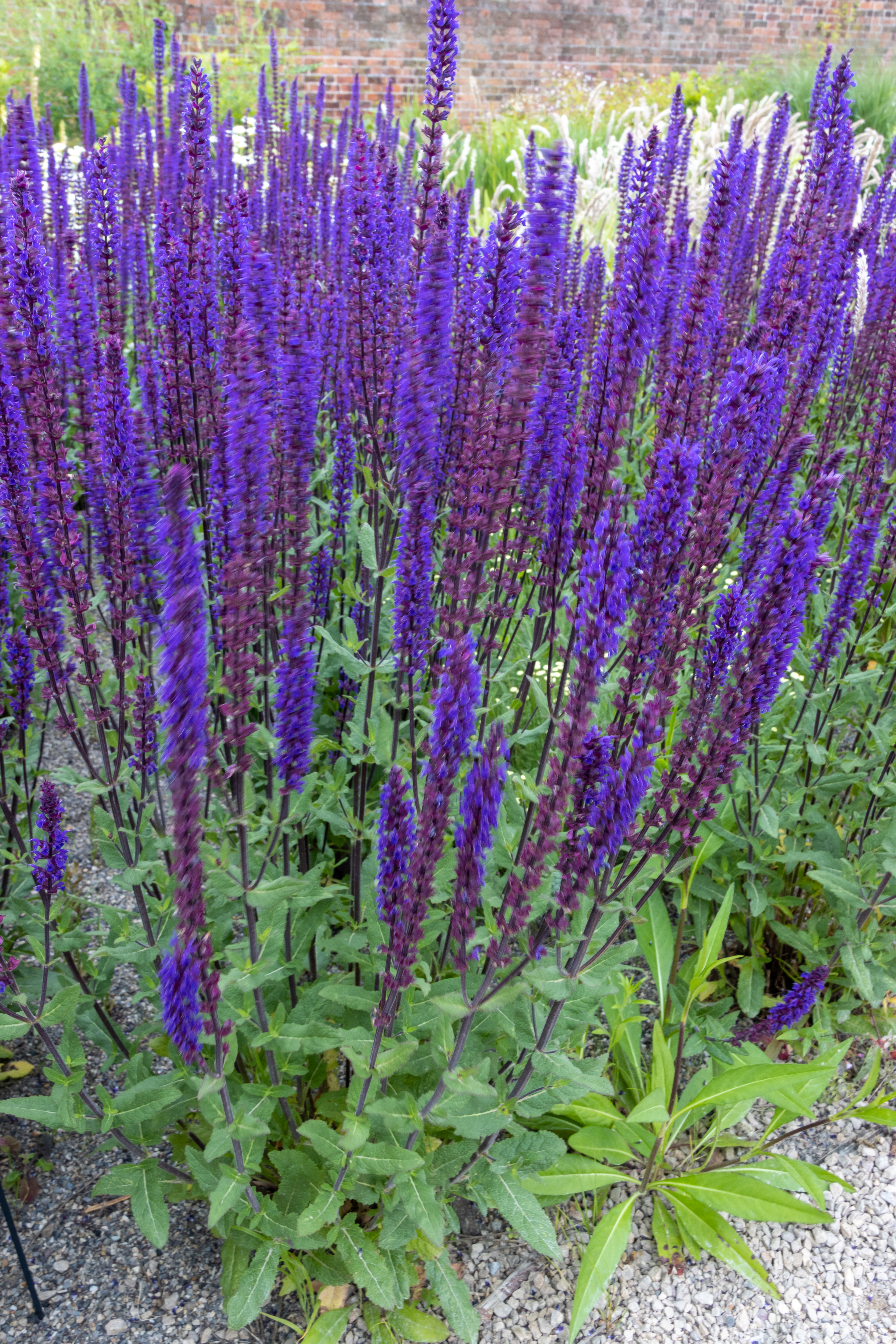
Caradonna
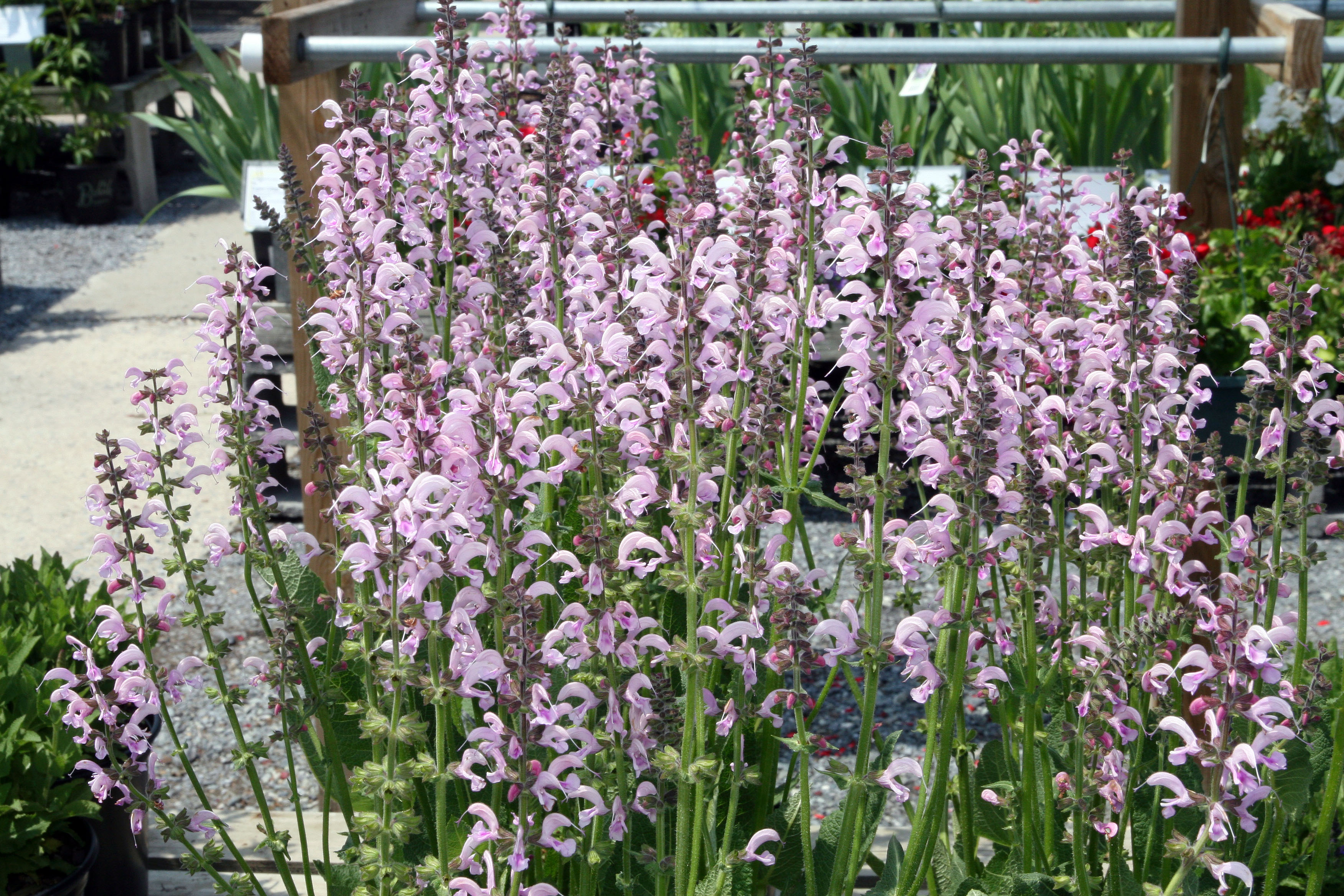
Eveline
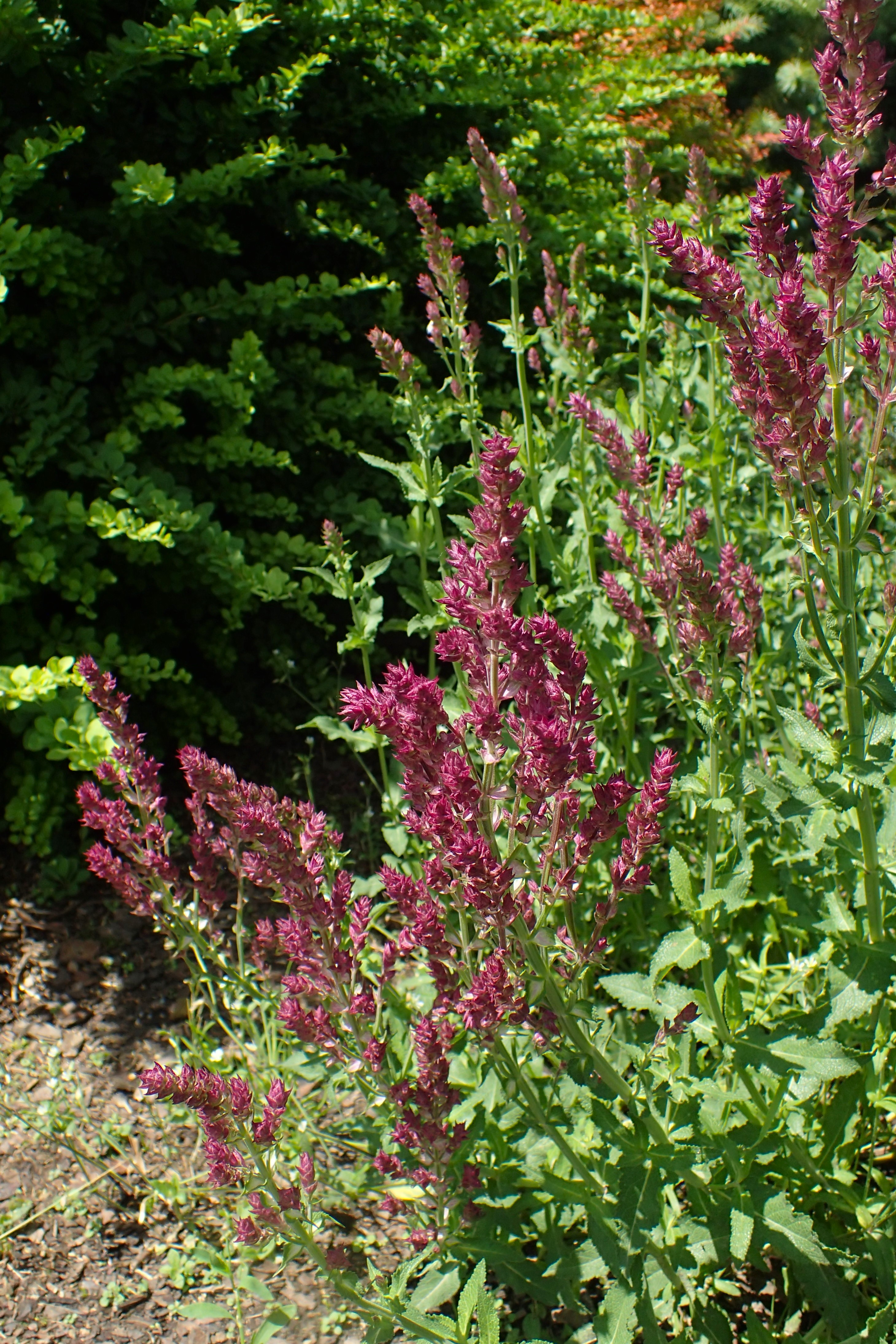
Pusztaflamme
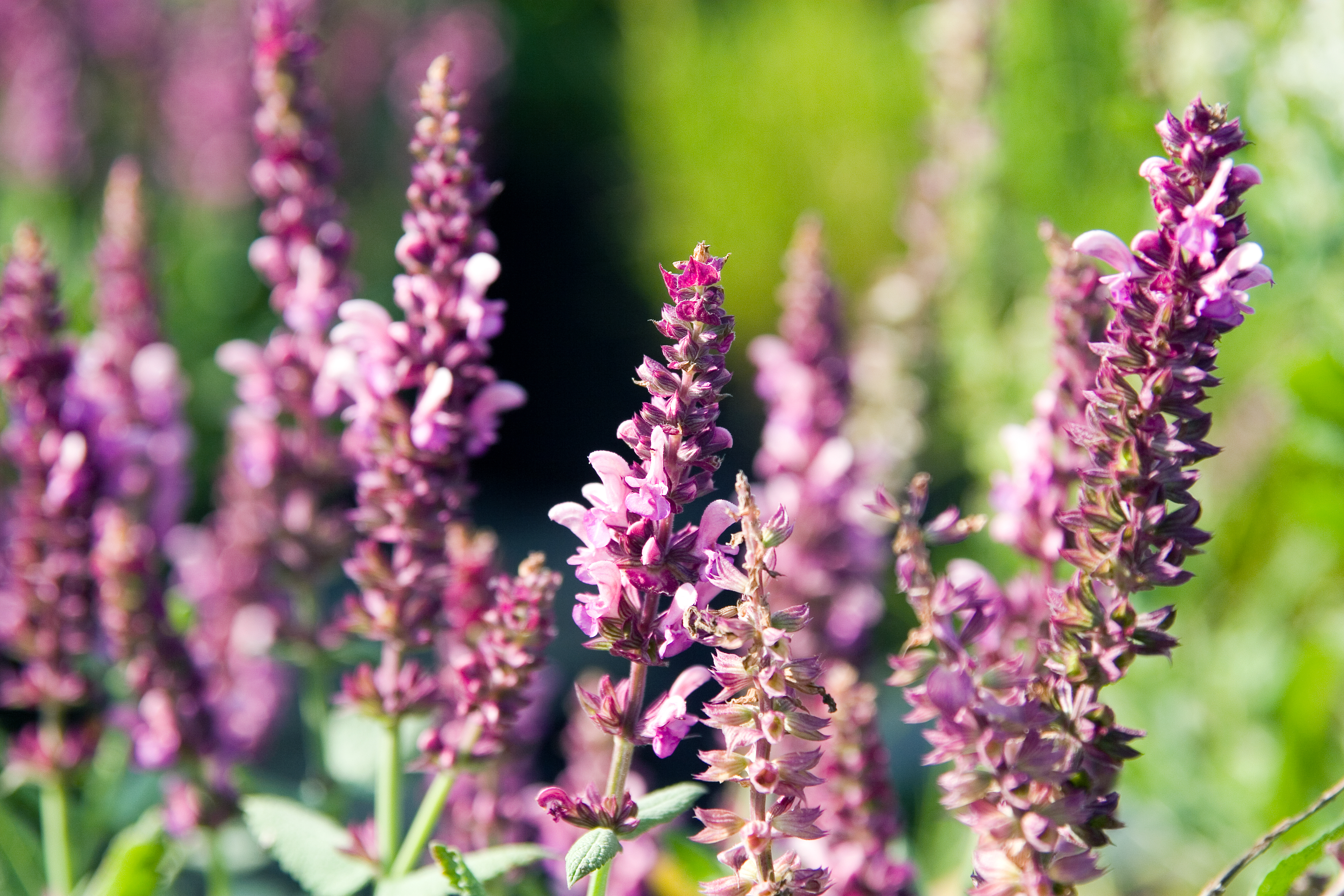
Rose Queen

- 'Adrian'. Цветки белые.
- 'Amethist'. Цветки розово-фиолетовые. Соцветия не поникающие. Высота цветоносов до 60–80 см. Выведен Питтом Удольфом[12].
- 'Blauhügel'. Цветки сиренево-синие; листья серо-зелёные; высотой до 50 см[13].
- 'Blue Hill' (syn. Salvia ×superba 'Blue Hill', Salvia ×sylvestris 'Blue Hill', Salvia ×sylvestris 'Blauhügel' (в Германии)). Сорт происходит из Германии. Высота растений 45–50 см. Цветки лавандово-голубые, более светлого оттенка чем у сортов Salvia 'May Night' и Salvia 'Caradonna'. При удалении отцветших соцветий может цвести всё лето. Зоны морозостойкости: 4–8[14]).
- 'Caradonna'. Цветки тёмно-фиолетовые, стебель почти чёрный[10]. Высота куста до 50 см. Время цветения июль-август[15]. Сорт получил награду «За выдающиеся садовые качества» RHS[16]. Иногда обозначается как гибридный сорт Salvia × sylvestris 'Caradonna'.
- 'Marcus'. Цветки тёмно-синие. Карликовый сорт высотой 25–30 см. Используется для контейнеров и вазонов[17].
- 'May Night' (syn. Salvia ×superba 'May Night', Salvia ×superba 'Mainacht' (это название используется в Германии, откуда происходит данный сорт), Salvia ×sylvestris 'May Night'). Цветки лилово-голубые. Высота растений 45–60 см. Сорт имеет награду: Лучший многолетник 1997 года. При удалении отцветших соцветий может цвести всё лето. Зоны морозостойкости: 5–8[18]
- 'Ostfriesland'. Цветки фиолетово-синие. Распространённый сорт. Высота около 50 см[19].
- 'Plumosa'.  Цветки тёмно-лавандовые. Высота цветоносов до 40 см.
- 'Rose Queen'. Цветки розовые; высотой 30 см; цветет в VІІ–VІІІ[20].
- 'Rugen'[11]. Цветки фиолетово-голубые. Высота растения до 40 см[21].
- 'Schwellenburg'. Цветки пурпурно-розовые, собраны в метельчатые соцветия на лиловых стеблях. Колос соцветия крупный, шире обычного, напоминает метелку астильбы. Высота взрослого растения чаще всего до 50 см, при аналогичной ширине[22].

## Классификация
По данным Germplasm Resources Information Network является синонимом Salvia sylvestris L.
Этот вид постоянно смешивался или даже соединялся с Salvia silvestris L. Первым ботаником, хорошо в них разобравшимся, был Кернер, изучавший оба вида с классического местонахождения — из Венгрии. Изучение гербарного материала показало, что на территории бывшего СССР встречается только Salvia nemorosa L. в зап. части Европейской территории, где он неоднороден.
Существует две формы отличающиеся характером опушения стебля и чашечек. Географическая дифференциация этих форм пока неясна.
В южной части ареала шалфей дубравный гибридизирует с Salvia tesquicola Klok. et Pobed.

### Таксономия
Вид Шалфей дубравный входит в род Шалфей (Salvia) подсемейства Котовниковые (Nepetoideae) семейства Яснотковые (Lamiaceae) порядка Ясноткоцветные (Lamiales).
|  |                                      |  |                                                             |                                                             |                      |  | ещё 21 семейство (согласно Системе APG II) | ещё 21 семейство (согласно Системе APG II)  |                                             |  |  |  | ещё 110—130 родов   | ещё 110—130 родов    |  |  |
|  |                                      |  |                                                             |                                                             |                      |  | ещё 21 семейство (согласно Системе APG II) | ещё 21 семейство (согласно Системе APG II)  |                                             |  |  |  | ещё 110—130 родов   | ещё 110—130 родов    |  |  |
|  |                                      |  |                                                             | порядок Ясноткоцветные                                      |                      |  |                                            |                                             | подсемейство Котовниковые                   |  |  |  |                     | вид Шалфей дубравный |  |  |
|  |                                      |  |                                                             | порядок Ясноткоцветные                                      |                      |  |                                            |                                             | подсемейство Котовниковые                   |  |  |  |                     | вид Шалфей дубравный |  |  |
|  | отдел Цветковые, или Покрытосеменные |  |                                                             |                                                             | семейство Яснотковые |  |                                            |                                             | род Шалфей                                  |  |  |  |                     |                      |  |  |
|  | отдел Цветковые, или Покрытосеменные |  |                                                             |                                                             |                      |  |                                            |                                             |                                             |  |  |  |                     |                      |  |  |
|  |                                      |  | ещё 44 порядка цветковых растений (согласно Системе APG II) | ещё 44 порядка цветковых растений (согласно Системе APG II) |                      |  |                                            | ещё 7 подсемейств (согласно Системе APG II) | ещё 7 подсемейств (согласно Системе APG II) |  |  |  | ещё 700 — 900 видов |                      |  |  |
|  |                                      |  |                                                             | ещё 44 порядка цветковых растений (согласно Системе APG II) |                      |  |                                            |                                             | ещё 7 подсемейств (согласно Системе APG II) |  |  |  |                     |                      |  |  |